# ابن المقري
ابن المقري (754 - 837 هـ) فقيه شافعي محقق وعالم مسلم من أهل اليمن. اهتم بالفقه دراسةً وتدريسًا وتحقيقًا، وكان بارعًا في الأدب واللغة والشعر والتأليف والكتابة نظما ونثرا، وله مؤلفات عديدة في الفقه والأدب والشعر واللغة والتاريخ وغيرها. منها مؤلفات الإرشاد، وروض الطالب، وعنوان الشرف الوافي.
عرف ابن المقري بفقهه وذكائه وإبداعاته، وكانت له مكانة عرف بها عند مدرسيه وتلاميذه ومعاصريه من العلماء والملوك، قال فيه الخزرجي: «كان يتوقد ذكاء»، وقال عنه ابن حجر: «عالم البلاد اليمنية»، وقال عنه الشوكاني: «إن اليمن لم تنجب مثله». كان له مكانة لدى ملوك الدولة الرسولية، فأدناه الملك الأشرف إسماعيل بن العباس وقربه منه، وأسند إليه الأعمال الإدارية والسياسية فولي أمر المحالب، وعين للسفارة إلى الديار المصرية، ونال من الحظوة لدى الناصر أحمد بعد وفاة والده الأشرف الثاني، وما زال ابن المقري مكرّما ومستمرا على ملازمة العلم والتصنيف والإقراء إلى أن توفى بزبيد.

## مولده ونشأته
اسمه إسماعيل بن أبي بكر بن عبد الله بن إبراهيم بن علي بن عطية بن علي الشَّاوري الشَّرجي الحسيني اليمني الشافعي، واشتهر بابن المقري، لقبه شرف الدين، وكنيته أبو محمد، ويقال له ابن المقري الزبيدي أو اليمني، أو إسماعيل ابن المقري. والحسيني نسبة إلى أبيات حسين باليمن مولده فيها، والشَّرجي نسبة إلى شرجة من سواحلها، والشَّاوري نسبة إلى قبيلة شاور من بطون حاشد أصله منها. ولد سنة 754 هـ ونشأ وتأدب ودرس بمسقط رأسه، في أبيات حسين، قرية شمال مدينة زبيد وهي الآن مهجورة، في منطقة الشرجة من سواحل اليمن على البحر الأحمر بين قبيلته بني شاور. تلقى تعليمه بداية على يد علماء بلده في العلوم الشرعية واللغة ونظم القوافي، وواصل طلب العلم، وسعى لتحصيله على يد كبار علماء عصره، وهاجر إلى الأبواب الأشرفية وهو في حداثة سنه عام (782 هـ/ 1380م)، لطلب العلم، ودخل مدينة زبيد حاضرة الدولة الرسولية حينها، فاشتغل بطلب الفقه على يد الإمام جمال الدين الريمي، قاضي الأقضية في اليمن، وقرأ العربيه على يد محمد بن زكريا، وعبد اللطيف الشرجي، واستكمل دراسته حتى نال درجة متميزة، مما جعله محل اهتمام معاصريه من العلماء.

## إسهاماته
عرف ابن المقري بحدة الذكاء، وكان منذ نعومة أظفاره مشتغلا بالعلم والمعرفة، وقد عاش في مجتمع يهتم بالعلم، مما ساعده على تقديم العديد من الإبداع الفكري، فقد عاش في فترة الدولة الرسولية التي تعد أقوى الدول اليمنية في التاريخ الهجري، وكان لحكام بني رسول الاهتمام ببناء القوة المعرفية والاقتصادية والعسكرية، واهتموا بالتعليم والعلماء، وتشجيع الإبداع المعرفي، وقد كان جمال الدين الريمي (شيخ ابن المقري) قدم للملك الأشرف إسماعيل: كتاب التفقيه شرح التنبيه، وقدم مجد الدين الفيروزآبادي كتاب: القاموس المحيط كنوع من الإبداع ونال إعجاب الملك الأشرف وقد عينه قاضي الأقضية، بعد وفاة القاضي جمال الدين، وقام ابن المقري بوضع كتابه عنوان الشرف الوافي، بطريقته الفريدة في التأليف، والأهم من ذلك أنه كان أحد المحققين في الفقه حيث اختصر خلاصة محتوى فقه المذهب الشافعي، في كتاب الإرشاد، ثم شرح هذا المختصر في كتابه التمشية.
كان لابن المقري إسهامته المتعددة في مجال التألف المتنوع، قد لا يكون عدد مؤلفاته بالعدد الكثير، إذ الأهمية تكمن في نوعية التأليف، كما أن ابن المقري كان من المساهمين في المجال التربوي، حيث تولى أعمال التدريس، واستفاد منه الكثير، كما أنه أيضا كان يتولى بعض الأعمال التي كانت تسند إليه من قبل ملوك بني رسول الذين عاصرهم. وكان لابن المقري إسهامات في التوعية والإرشاد الديني، وتقديم النصح، ويكفي أنه من كبار فقهاء عصره الذين شهد لهم التاريخ بمكانتهم العلمية.

## مؤلفاته

### عنوان الشرف الوافي
عمل مجد الدين الفيروزآبادي للسلطان الأشرف كتاباً أول كل سطر منه ألف فاستعظمه السلطان، فعمل ابن المقري كتابه عنوان الشرف الوافي في علم الفقه والتاريخ والنحو والعروض والقوافي، فبهر به علماء عصره، قال السخاوي: "لم يتم في حياة الأشرف فقدمه لولده الناصر فوقع عنده بل عند سائر علماء عصره ببلده وغيرها موقعاً عظيماً وأعجبوا به. ومقارنته بما قدمه الفيروزآبادي، تعكس المنافسة الإبداعية التي كان يهتم بها الملك الأشرف، لكن ابن المقري عندما فرغ من تأليف كتابه هذا، وكان يريد تقديمه للملك الأشرف؛ تفاجأ بموت الملك الأشرف، فلم يتحقق له ما أراد، فقدمه لولده الناصر. ذكر بعض المؤرخين بأن ابن المقري أراد من ذلك الحصول على منصب قاضي الأقضية بعد وفاة المجد الفيروزأبادي فلم يتحقق له ذلك بموت الملك الأشرف، وهذا قد يكون صحيحا، لكن ليس هناك ما يدل على أن ابن المقري طلب لنفسه هذا المنصب فلم يحصل عليه، بل المعروف بأنه كان مشتغلا بالتدريس والتأليف.

#### صفة الكتاب
جمع فيه خمسة علوم، إذا قرئ على حسب سياق السطور فهو علم الفقه، وإذا قرئ أوائل السطور عموديا؛ فهو علم العروض، وإذا قرئ من آخرها عموديا؛ فهو علم القوافي، وإذا قرئ العمود الأول الذي يخترق الصفحة؛ فهو تاريخ الدولة الرسولية، والعمود الثاني علم النحو.

فقد جعل ثلاثة علوم منه تتقاطع فلا يختل معنى كل علم بهذا التقاطع، وهي الفقه، والتاريخ، والنحو، وأما علم العروض؛ فقد بدأ بكل سطر منه بالحرف الذي يبدأ به السطر في علم الفقه، والتزم في علم القوافي بأن يبدأ كل سطر منه بالحرف الذي يبدأ به السطر في علم الفقه. وقد وصفه إبراهيم الإخفاقي بقوله:
ذكر القاضي الأكوع أن هذا النوع من التأليف قد اشتهر في اليمن فألف ابن المظفر كتاب: البرهان الكافي في عشرين علماً، وألف القاضي السانة: الإعلام بنعم الله الواهب الكريم، وألف البجلي: برهان البرهان. قال السيوطي في ترجمة ابن المقري: "وقد عملت كتاباً على هذا النحو في كراسة في يوم واحد وأنا بمكة المشرفة، وسميته: (النفحة المسكية والتحفة المكية).

### في الفقه
يعد ابن المقري من كبار الفقهاء البارزين ومن محققي المذهب الشافعي، وقد عينه الملك الأشرف على المدرسة النظامية في زبيد ثم المدرسة المجاهدية في تعز، وله إسهامات فقهية، وأقوال مختارة في المذهب، نقلها عنه محققي الشافعية المتأخرين، وقد اشتهر بالفقه تدوينا وتحقيقا ودراسة وتدريسا. وكان اشتغاله بالفقه من أولى اهتماماته، حتى أصبح من محققي الشافعية في عصره، ونقل علماء الفقه أقواله، وكان من أبرز أعماله الفقهية كتاب الإرشاد المسمى بإرشاد الغاوي إلى مسالك الحاوي، ويعد من أهم المختصرات في فقه الشافعية.

#### الإرشاد
كتاب الإرشاد المسمى إرشاد الغاوي في مسالك الحاوي كتاب مختصر في الفقه الشافعي، وهو مختصر لكتاب الحاوي الصغير للقزويني. قال عنه مؤلفه «مختصر حوى المذهب نطقاً وضمناً خميص من اللفظ بطين من المعنى». شرحه ابن المقري في إخلاص الناوي مجلدان، وشرحه ابن حجر الهيتمي في فتح الجواد على شرح الإرشاد ثمانية أجزاء، وشرحه موسى بن أحمد بن موسى بن أبي بكر الرداد وسماه الكوكب الوقاد شرح الإرشاد أربعة وعشرون جزء.

#### التمشية
كتاب التمشية المسمى إخلاص الناوي شرح إرشاد الغاوي إلى مسالك الحاوي، هو كتاب في علم فروع الفقه الشافعي، شرح فيه ابن المقري كتابه المسمى الإرشاد، أوضح فيه معانيه، ووضحها، واعتمد فيه على الأخذ من أهم الكتب المعتمدة في المذهب، مثل: الروضة للنووي، وفتح العزيز للرافعي، وغيرها.

#### روض الطالب
روض الطالب مختصر كتاب روضة الطالبين للنووي، من أهم شروح الروض: أسنى المطالب شرح روض الطالب مؤلفه زكريا الأنصاري المتوفى سنة 925 هـ.

#### نظم دماء الحج
نظم أحكام دماء الحج، فصل فيها أنواع الدماء الواجبة وحصرها في أربعة أقسام، أولها المرتب المقدر، ويكون في تسعة أشياء، وهو نظم موجز، وقد ألف كتابا يشرح ذلك سماه: كشف الأستار عن أحكام دماء الحج والاعتمار، ومطلع المنظومة:
إلى قوله: هذي دماء الحج بالتمام.

### في الأدب

#### ديوان ابن المقري[14]
قال القاضي الأكوع في ترجمته لابن المقري: وله شعر رائق جارٍ على طريقته البديعة الغريبة في التأليف، ومنه القصيدة المُخلًّعة التي تقرأ على وجه كثيرة. فقد ذكر الخزرجي في ترجمة ابن المقري: أنها تقرأ على ألوف الألوف من الوجوه، ومطلعها:

#### القصيدة المُخلعة
هي لون من الشعر من (بحر البسيط)، تقرأ على وجوه كثيرة، بالتغيير في وضعية الكلمات مع بقاء نفس المعنى دون تغير، فمن هذه الوجوه مثلا: أن البيت مكون من شطرين (صدر-عجز) فيمكن أخذ الجزعة الأولى من الصدر أو العجز، وقراءتها مع بعضها قصيدة أخرى يمكن قراءتها على وجوه كثيرة أيضا، فتقول مثلا: ملك سما به الغنى له نما حلو الجنا. أو أغنى الورى فتى العلا كما ترى لما علا، ويمكن قراءة كل واحدة منها مع باقي الأخريات، أو بدل أي واحدة أخرى من نفس القصيد، ولا يتغير المعنى.

#### الصبغة والجناس
تظهر كلمة الجناس باللون الأحمر، والكلمة الأخرى المماثلة باللون الأخضر، فمثلا بين اللفظين: (إنها التي) بمعنى: إنهاء الدموع الني.. وللفظ: (انهلت) أي: سالت، وهكذا، وأول القصيدة:

#### عكس المدح إلى الهجاء
تقرأ القصيدة من أولها فيكون مدحا، وإذا قرأت الكلمات من آخرها؛ كانت ذما، مثال:
وإذا قرأنا هذه البيت نفسها لكن قراءة عكسية بالبدء من آخرها؛ ستكون ذما فتقول:
وهذه بعض أبيات القصيدة:
| قصيدة | عكس كلماتها |
| --- | --- |
| طلبوا الذي نالوا فما منعوارفعت فما خطت لهم رتبوهبوا و ما تمت لهم خلقسلموا فما أودى بهم عطبجلبوا الذي نرضى فما كسدواشيم لهم حمدت فما كسبواغضبوا فما ساءت لهم قيمستروا فما هتكت لهم حجبذهبوا وما يمضي لهم أثررحموا فما حلت بهم نوبحسب لهم يزكوا فما سقطواكلم لهم صدقت فما كذبواعصب بهم نصرت فما خذلواشرفوا فما يدنو لهم حسب | رتب لهم خطت فما رفعتمنعوا فما نالوا الذي طلبواعطب بهم أودى فما سلمواخلق لهم تمت وما وهبواكسبوا فما حمدت لهم شيمكسدوا فما نرضى الذي جلبواحجب لهم هتكت فما سترواقيم لهم ساءت فما غضبوانوب بهم حلت فما رحمواأثر لهم يمضي وما ذهبواكذبوا فما صدقت لهم كلم سقطوا فما يزكوا لهم حسبحسب لهم يدنوا فما شرفواخذلوا فما نصرت بهم عصب |

#### القصيدة التائية في الوعظ
مطلع القصيدة التائية:

## وفاته
توفي ابن المقري في زبيد، يوم الأحد منتهى شهر صفر سنة 837 هـ كما في شذرات الذهب، وفي الضوء اللامع للسخاوي قال في رجب.